# Guerra Eslováquia-Hungria
A Guerra Eslováquia-Hungria ou Pequena Guerra (em húngaro:  Kis háború, em eslovaco:  Malá vojna) foi um breve conflito que ocorreu de 23 de março a 4 de abril de 1939 entre a Primeira República Eslovaca e o Reino da Hungria na Eslováquia Oriental no contexto do período entre-guerras após a Primeira Arbitragem de Viena.

## Antecedentes
No outono de 1938, a Checoslováquia teve de ceder, na sequência do Acordo de Munique, regiões fronteiriças ao Terceiro Reich, e em 2 de novembro para a Hungria. Em 14-15 de março de 1939, sob pressão alemã, a Hungria reconhece a independência da Eslováquia. Ao mesmo tempo, a parte restante da Checoslováquia, conhecida como Protetorado da Boêmia e Morávia, é incorporada na Alemanha, e a Rutênia Subcarpátia declara sua independência, mas é imediatamente ocupada pela Hungria.
Em 22 de março de 1939, a comissão conjunta eslovaco-húngara estabelece uma fronteira comum entre os dois estados. Além disso, os últimos soldados da antiga Checoslováquia presentes na então Rutênia húngara retiram-se para a Boêmia e Morávia, o que faz a Hungria considerar que provavelmente não haveria mais tropas em território eslovaco.

## Desenrolar do conflito
No dia seguinte, 23 de março de 1939, as tropas húngaras atacaram a Eslováquia sem declaração de guerra, a partir da Rutênia Subcarpátia ocupada, com ordens para avançar na medida do possível para o oeste. As tropas eslovacas, primeiramente surpresas, lançaram um contra ataque em 24 de março, apoiadas por alguns militares tchecos que permaneceram na Eslováquia. Grande parte dos combates ocorrem entre as forças aéreas. O bombardeio de uma base aérea das forças armadas eslovaca em Spišská Nová Ves, fazendo 13 mortos, reforça ainda mais o sentimento anti-húngaro da população eslovaca. Embora uma trégua fosse negociada em 24 de março, os combates prosseguem até 31 de março.
Como resultado do tratado de proteção entre a Alemanha e a Eslováquia em 23 de março de 1939, se realizou uma reunião entre o primeiro-ministro eslovaco Jozef Tiso e um representante da Alemanha em Zilina. Tiso procurava ajuda militar em armas e equipamentos do Terceiro Reich, que se opôs a este pedido. Os alemães ofereceram-lhe, em vez disso, uma intervenção direta de unidades da Wehrmacht, mas Tiso rejeitou essa oferta, afirmando que a Eslováquia não deveria ser vítima de uma reação em cadeia de eventuais litígios com outras potências, representadas pelos Aliados.
No início de abril, os dois estados entram em negociações de paz que terminam com a assinatura de um tratado de paz entre a Hungria e a Eslováquia em 4 de abril, em Budapeste. As disposições do tratado forçaram os eslovacos a ceder uma faixa de terra no leste do país em torno de Stakčín e Sobrance (ou 1,697 km² de território, 69 930 habitantes e 78 municípios).
Nos dois lados as perdas foram mínimas, mas os eslovacos se queixaram da morte de 22 soldados além de 36 civis mortos durante as operações, enquanto que as perdas do lado húngaro totalizaram 8 soldados e 15 civis.